# Contastorie
Quella del contastorie è un'arte scenica eminentemente oratoria, pur coadiuvata dal gesto attoriale. 

## Descrizione
La definizione di contastorie fatica a darsi un contorno e differenziarsi dai numerosi termini consolidati nei secoli tra cui trovatore, giullare, cantastorie. Gli studi storico-filologici hanno cercato da sempre di discernere tra le varie discipline senza trovare demarcazioni così delineate da offrire certezza nell'uso terminologico. Si può tentare comunque di definire il contastorie come fabulatore, narratore che impiega la parola enunciata in maniera da tessere per l'ascoltatore un flusso narrativo costante, armonico, coinvolgente, carico di ricche tensioni espressive. 
Questo tipo di arte oratoria mira a trattenere l'ascoltatore-spettatore all'interno dello svolgimento narrativo senza soluzione di continuità in un autentico stato di sospensione del tempo e della realtà, per costruire un proprio "tempo", quello concertato di parole, suoni, sospensioni, del tutto simile al canto. Il contastorie si differenzia dal cantastorie perché usa il canto solo se necessario (ad esempio se il protagonista canta una serenata alla sua bella, o il parroco di cui si racconta recita una preghiera cantata).
Il contastorie mantiene la linea della fabula con vocalità narrante, per vestire vocalmente i personaggi che di volta in volta entrano nel suo racconto. Deve saper uscire rapidamente dal carattere vocale dei personaggi per riprendere il flusso narrativo che è la sostanza della fabula, mantenendo ben separati i due livelli di lettura narrato-battuta. Si serve anche di tutte le sonorità accessorie possibili, quelle imitative dei suoni reali, quelle paraverbali, e ogni altro suono che gli permetta di tratteggiare ambienti, situazioni, caratteri, e utile a mantenere vivo il ritmo dell'eloquio.
Il gesto scenico del contastorie può essere nullo (è il caso di Ascanio Celestini) oppure comparire lievemente a sostegno della narrazione, o salire di visibilità fino a sostituirsi in brevissimi momenti alla parola. In alcuni casi può perfino essere astruso dal tracciato narrativo e dai significati della fabula, con effetti di straniazione del contastorie dal suo stesso ruolo.
Il contastorie si serve di mimica e perfino di pupazzi, ma sempre limitatamente e dentro il quadro di una narrazione orale dominante, altrimenti diviene mimo, burattinaio, danzatore, cantastorie. Spesso ciò avviene per la incontenibile necessità dell'artista di attingere varie arti contigue che si fecondano reciprocamente.